# 爱丁堡会议中心
爱丁堡会议中心（The Hub）位于爱丁堡的皇家一英里顶部，是爱丁堡国际艺术节的主场地。它的哥特式尖塔为爱丁堡中心的最高点，超过城堡下方周围的建筑。其建筑由爱丁堡建筑师James Gillespie Graham和著名的哥特复兴建筑师奥古斯塔斯·普金合作设计，建于1842年-1845年。
内部设有咖啡馆、国际艺术节的中央票房,也销售各种其他活动的门票;一个可容纳420人的主厅，用作音乐会等场所;和两个较小的场所，玻璃厅和Dunard图书馆，适合较小的活动。

## 历史

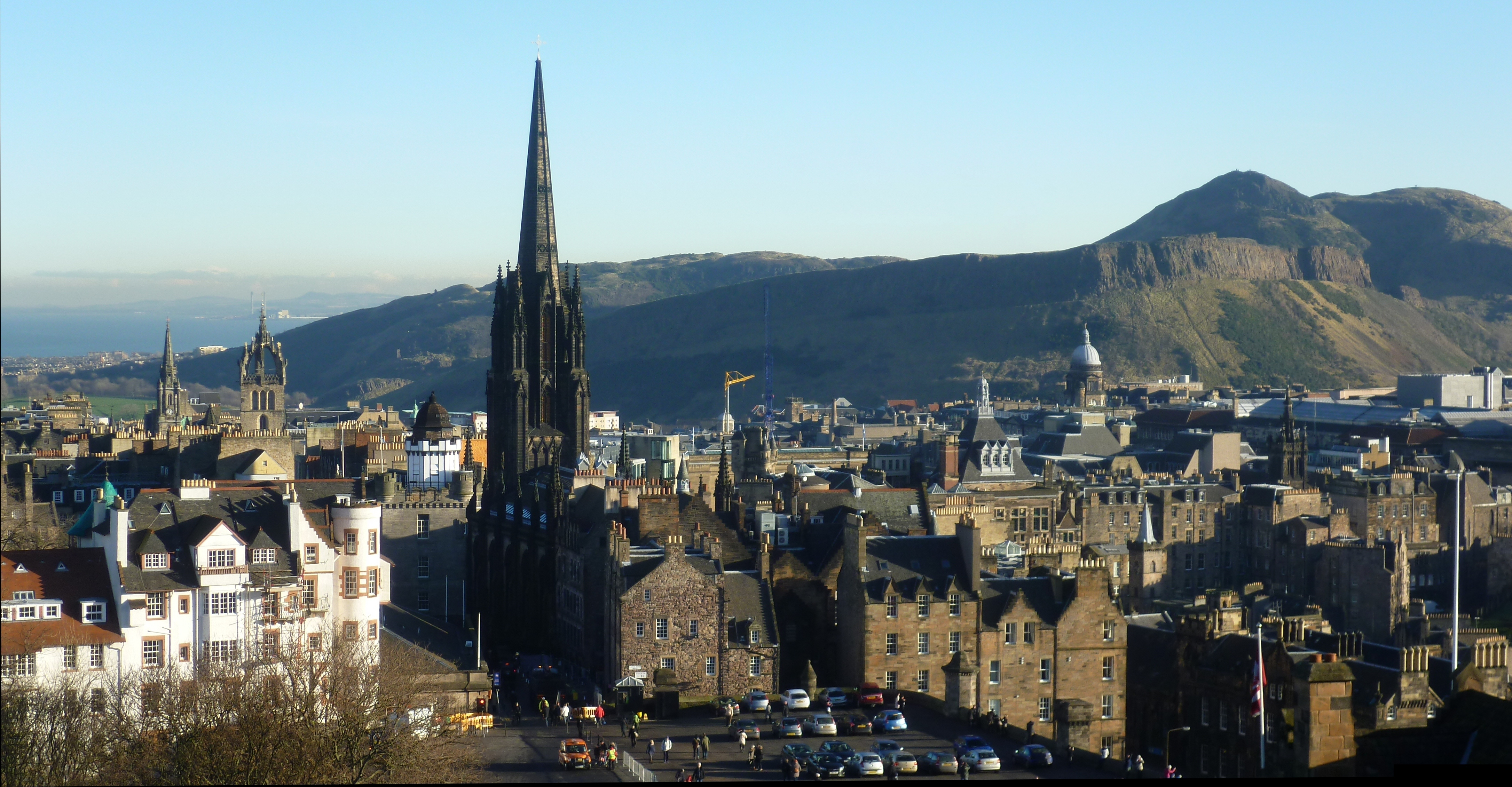

现在的会议中心是为苏格兰长老会所建造的堂区教堂和专门的礼堂。它最初被称为维多利亚大厅（Victoria Hall）。1929年，苏格兰长老会总会最后一次在此开会，此后便与苏格兰自由教会联合，其后使用前自由教会的土丘大聚会所，直到今天。
1979年，高地托博特圣约翰堂（Highland Tolbooth St John's Church）的建筑关闭，堂会与附近的灰衣修士教堂合并。该堂会以使用苏格兰盖尔语及英语双语礼拜著称。此后该建筑物空置，直到改为会议中心。